# Nanyue (köpinghuvudort i Kina, Zhejiang Sheng, lat 28,19, long 121,08)
Nanyue (kinesiska: 南岳, 南岳镇) är en köpinghuvudort i Kina. Den ligger i provinsen Zhejiang, i den östra delen av landet, omkring 250 kilometer söder om provinshuvudstaden Hangzhou. Antalet invånare är 15 573. Befolkningen består av 7 481 kvinnor och 8 092 män. Barn under 15 år utgör 17,0 %, vuxna 15-64 år 68 %, och äldre över 65 år 13,0 %.
Närmaste större samhälle är Zhugang, 15,3 km öster om Nanyue. 
Genomsnittlig årsnederbörd är 2 023 millimeter. Den regnigaste månaden är juni, med i genomsnitt 334 mm nederbörd, och den torraste är januari, med 74 mm nederbörd.